# سكستيليس

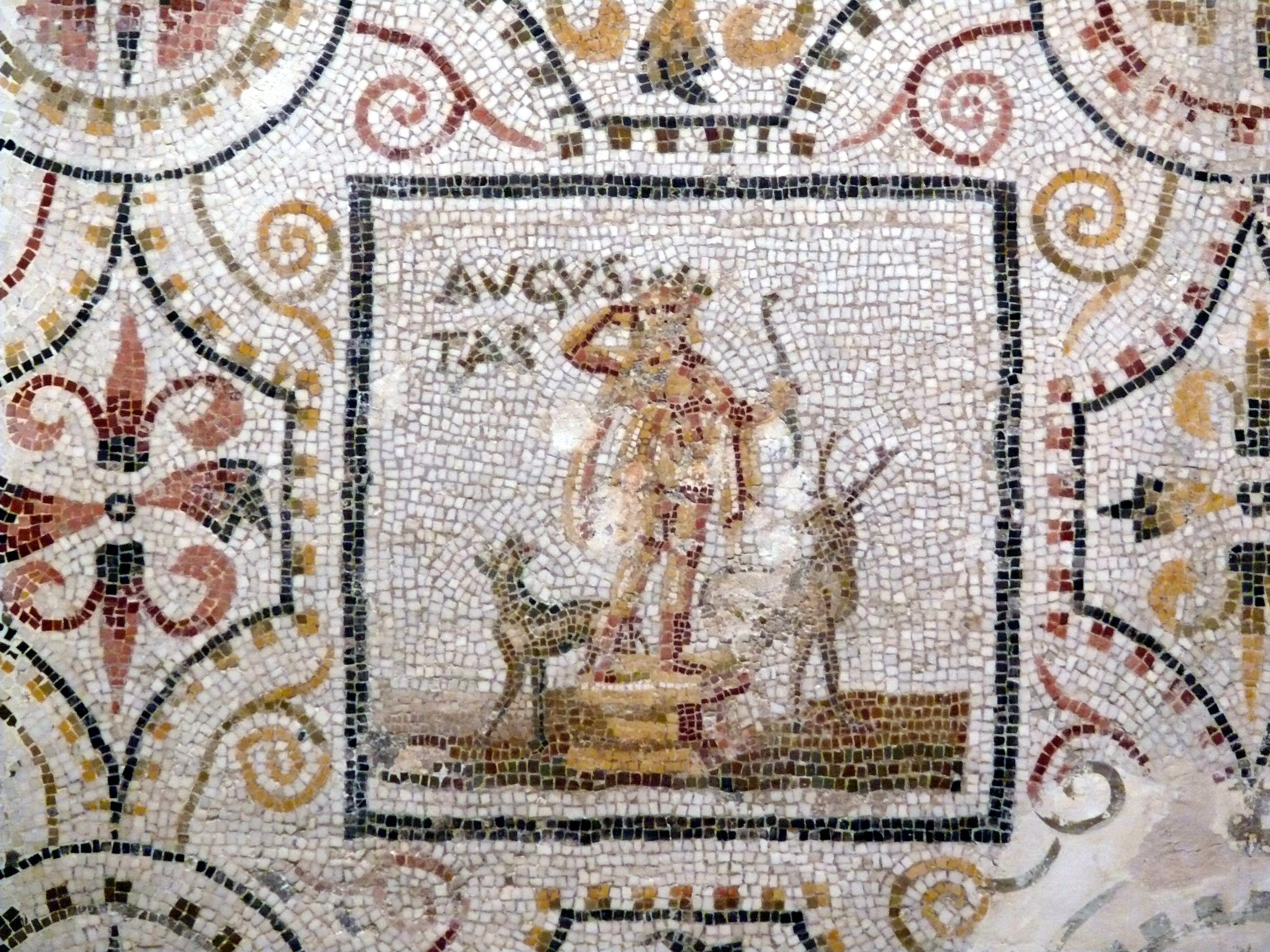

سكستيليس (Sextilis) هو الاسم الأصلي لشهر أغسطس في التقويم الروماني قبل تغيير إسمه لاحقا. جذر التسمية (سكست, sexta) معناه باللاتينية “السادس” كونه الشهر السادس في التقويم الروماني القديم المشكّل من عشرة أشهر والذي يبدأ بشهر مارسيوس (مارس).
بعد اعتماد التقويم الجديد بإثني عشر شهرا، أصبح سكستيليس الشهر الثامن لكنّه احتفظ بتسميته القديمة.
تم تغيير إسمه في سنة 8 ق.م. إلى أغسطس نسبة إلى الإمبراطور الرّوماني أغسطس قيصر لسببين.
أولا لكونه يتبع شهر يوليو المسمّى نسبة إلى الإمبراطور يوليوس قيصر, والد أغسطس بالتبني.
ثانيا بسبب العديد من الأحداث التي وقعت في حياة أغسطس خلال هذا الشهر: معركة فارسالوس (Pharsalus)، انتخابه في منصب القنصل، وفاة كليوباترا وماركوس أنطونيوس. هو كذلك الشهر الذي توفي فيه أغسطس وولد فيه حفيده، الإمبراطور كلوديوس.